# Station Dongjum
Dongjum (Dj) was een spoorweghalte in het Nederlandse dorp Dongjum. De halte lag aan de spoorlijn Tzummarum - Franeker. Het station van Dongjum was geopend van 1 oktober 1903 tot 8 oktober 1933.
Dit station is gebouwd naar het stationsontwerp met de naam Standaardtype NFLS, die voornamelijk werd gebruikt voor verschillende spoorwegstations in Friesland. Het station Djongjum viel binnen het type NFLS halte 3e klasse. Heden is het station een woonhuis en is te vinden aan de Hovensreed 1.